# Proteuxoa sanguinipuncta
Espèce
Proteuxoa sanguinipuncta est une espèce de lépidoptères nocturnes de la famille des Noctuidae.
On la trouve au Queensland, en Nouvelle-Galles du Sud, au Victoria, Tasmanie, Australie-Méridionale et  sud de l'Australie-Occidentale en Australie.
L'imago a une envergure d'environ 40 mm.
Les chenilles se nourrissent sur diverses graminées.

## Galerie

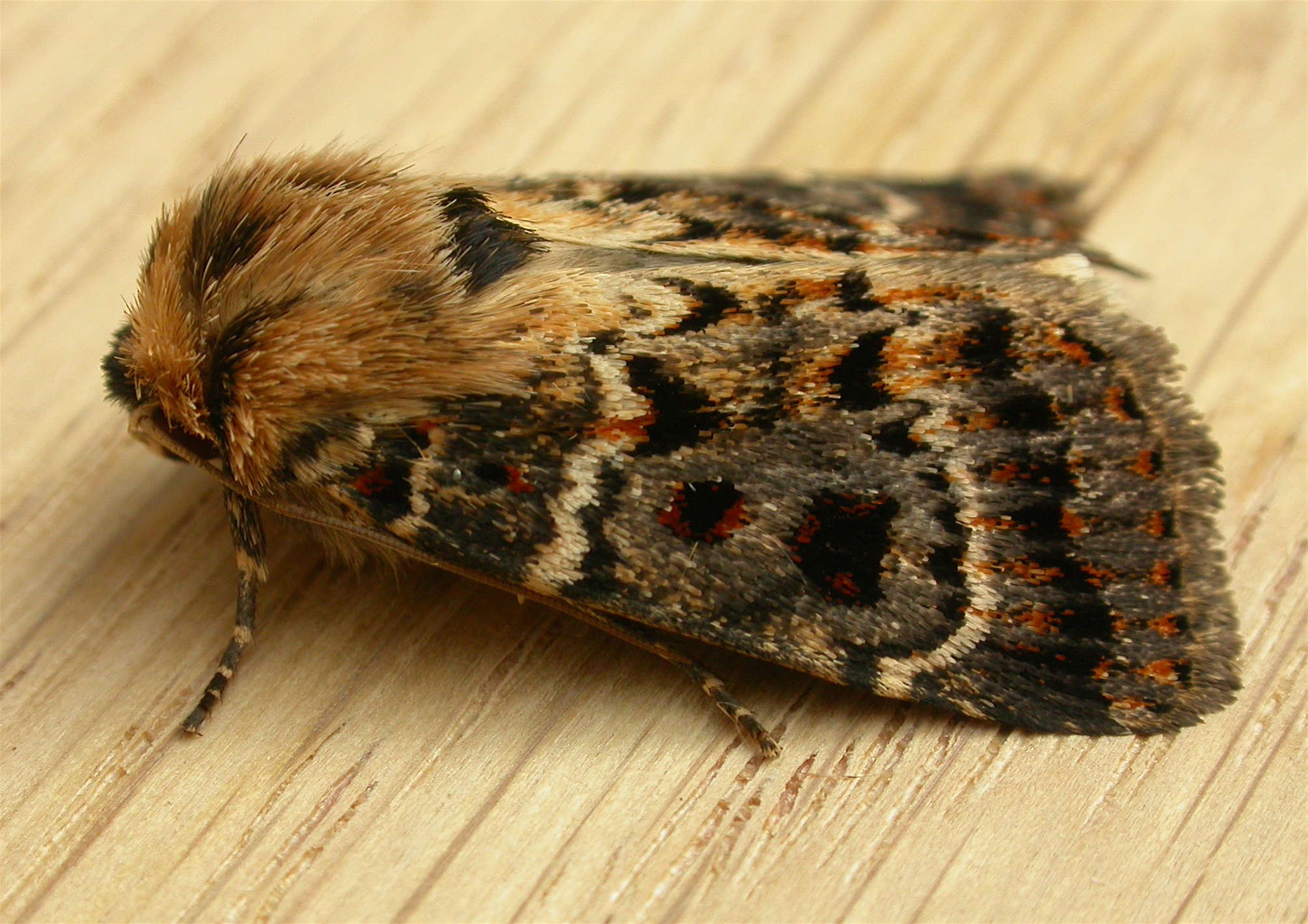